# Постистория
Постистория (лат. post — после и история) — философское понятие, свойственное постмодернистским философским течениям.
Принято считать, что термин был введен уже в рамках неклассической философии Арнольдом Геленом в 1952 году. Однако Дитмар Кампер в статье «Государство в голове, неистовство в сердце» о понимании времени у Эрнста Юнгера пишет, что первым, кто употребил термин «постистория», был французский экономист, философ и математик Антуан Огюст Курно. В статье 1861 (по некоторым данным − 1871) «Трактат о развитии фундаментальных идей в естественных науках и в истории» (Traité de l’enchaînement des idées fondamentales dans les sciences et dans l’histoire) Курно говорит о конце буржуазного общества, остановку исторической динамики на основе достигнутой цели, «исчерпанную революцию». Далее, по мнению Кампера, термин использует Селестен Бугле (1870—1940) в 1901 году. Также Кампер упоминает Хендрика де Мана и его работу 1951 года «Искажение и гибель культуры», в которой он использует термин постистория с отсылкой на Курно.
Юрген Хабермас в «Философском дискурсе о модерне» пишет о Гелене: «Так как „история идей завершилась“, Гелен может со вздохом констатировать, „что мы вошли в постисторию“. Из этого текста, — как пишет Хабермас, — я делаю вывод, что Гелен мог позаимствовать термин „постистория“ у своего единомышленника Хендрика де Мана».
Жан Бодрийяр, применяет термин постистория для описания качества истории в постиндустриальном обществе. Понимание истории как линейного разворачивания событийности из прошлого в будущее сменяются установкой на интерпретационную плюральность нарративной истории: как пишет Бодрийяр, «история была могучим мифом… который поддерживал одновременно возможность „объективной“ связности причин и событий и возможность нарративной связности дискурса», — не случайно «век истории — это также и век романа». Бодрийяр говорит, что «история — это наш утраченный референт, то есть наш миф».
Постистория получила некоторые постулаты, которые выражаются в:
1. отказе философии от линейной концепции времени;
2. отказе от линейного видения социальной динамики;
3. отказе от логоцентризма;
4. отказе от презумпции трансцендентального означаемого — невозможна интерпретация текста в классическом её понимании: как взгляд извне (Сознание может лишь «центрировать» текст, организовав его вокруг тех или иных внутритекстовых семантических узлов, текст нужно подвергнуть «деструкцией» текста, восприятием его в контексте «метафизики отсутствия» референта: самотождественность и семантическое единство текста не гарантируются якобы выраженным в нем внетекстовым содержанием)
5. общей презумпции того, что настоящее лишено возможности новизны.